# دست‌های کوچک
«دست‌های کوچک» (به انگلیسی: Tiny Hands) (با نام کامل «ما دست‌های کوچک تو را هیچ‌جای زیرشلواریمان نمی‌خواهیم») ترانهٔ اعتراضی از فیونا اپل می‌باشد که در ۲۱ ژانویهٔ سال ۲۰۱۷ قبل از راه‌پیمایی ۲۰۱۷ زنان در ساندکلود منتشر گردید، که اپل این ترانه را برای همین خلق کرده‌است.